# Halticoptera semifrenata
Halticoptera semifrenata är en stekelart som beskrevs av De Santis 1982. Halticoptera semifrenata ingår i släktet Halticoptera och familjen puppglanssteklar. Inga underarter finns listade i Catalogue of Life.